# Franz Beutel

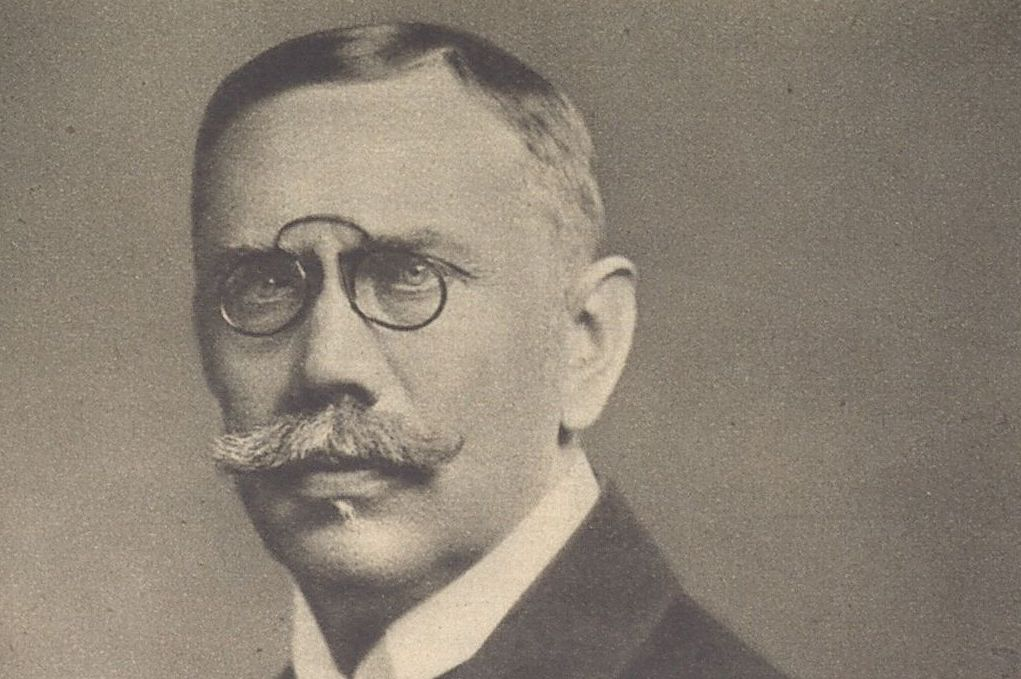
Franz Beutel

Franz Beutel (geboren 21. Januar 1867 in Rosendorf, Bezirk Tetschen; gestorben 12. August 1933 in Aussig) war ein tschechoslowakischer Sozialpolitiker und Parlamentsabgeordneter.

## Leben
Beutel war gelernter Schriftsetzer. Er arbeitete in Österreich, Deutschland und der Schweiz. Ab 1889 war er in Reichenberg für die sozialdemokratische Bewegung aktiv, 1890 gründete er in Aussig den Arbeiter-Lese- und Bildungsverein und andere Arbeiterorganisationen mit. Außerdem war er Mitherausgeber mehrerer sozialdemokratischer Blätter. Ab 1903 leitete er die Bezirkskrankenkasse Aussig und kandidierte mehrmals bei Kommunal- und Landtagswahlen. 1907 wurde er als Kandidat der Sozialdemokratischen Partei für den Wahlkreis Aussig-Karbitz in den österreichischen Reichsrat gewählt. Diesem gehörte er bis 1911 an.
Nach dem Ersten Weltkrieg saß er von 1920 bis 1925 in der tschechoslowakischen Nationalversammlung, 1925 zog er für die Sozialdemokratische Partei auch in das Tschechoslowakische Abgeordnetenhaus ein. 1929 wurde Beutel wiedergewählt und blieb Abgeordneter bis an sein Lebensende.
Am 12. August 1933 erlag Beutel einem Schlaganfall. Am 3. September 1933 berichtete Der Kuckuck, die Illustrierte der österreichischen Sozialdemokratie, über Beutels Aufbahrung und die Trauerfeier für ihn.